# John Charles Molteno
Sir John Charles Molteno GCMG(5 de junho de 1814 - 1 de setembro de 1886) foi um soldado, empresário, e o primeiro primeiro-ministro da colônia do Cabo.

## Vida e carreira
Nascido em Londres em uma grande família anglo-italiana, Molteno emigrou para o Cabo em 1831, com 17 anos, onde encontrou trabalho como assistente do bibliotecário público na Cidade do Cabo. Aos 23 anos, fundou sua primeira empresa, Molteno & Co., uma empresa comercial que exportava vinho, lã e aloés para as Maurícias e as Índias Ocidentais, e abriu filiais ao redor do Cabo.
Em 1841, ele realizou a primeira exportação de frutas da África Austral, carregando um navio com uma variedade de frutas (necessariamente secas, pois ainda não havia refrigeração) e enviando-o para a Austrália para testar mercados estrangeiros.
O experimento terminou em desastre quando seu navio foi afundado em uma tempestade - levando Molteno à beira da falência. Descartando os restos de seus negócios mercantis, ele imediatamente comprou algumas terras na árida área de Beaufort West e passou a criar ovelhas Merino, construindo a vasta Nelspoort. Entre seus muitos outros empreendimentos comerciais, ele fundou o primeiro banco da região, Alport & Co. - em Beaufort West.
Retornou brevemente à Cidade do Cabo para se casar com uma jovem chamada Maria, que ele havia conhecido pouco depois de chegar à África do Sul. Ela era filha de um colega comerciante, e ele a levou para Beaufort West, com o objetivo de iniciar uma família. A tragédia ocorreu alguns anos depois, quando sua esposa morreu no parto (junto com o único filho). Logo depois, o enlutado Molteno deixou sua propriedade e juntou-se a um Comando Boer que seguia para as montanhas da fronteira para combater nas Guerras Xhosa de 1846.

## Carreira política
A economia do Cabo estava em recessão no início da década de 1860, quando Molteno voltou para a Cidade do Cabo, se casou novamente e comprou a casa de Claremont (na época uma propriedade de pomares e vinhedos, e não o subúrbio movimentado que é hoje).
Molteno foi eleito para o primeiro parlamento da Colônia do Cabo em 1854, representando Beaufort, o primeiro município da África Austral. No entanto, apesar do parlamento eleito, o poder executivo permaneceu firmemente nas mãos de um governador britânico, nomeado por Londres, o que significa que o país era administrado principalmente de acordo com os interesses da Grã-Bretanha, e não do sul da África. As experiências de Molteno nas guerras na fronteira deram a ele uma visão da incompetência e da injustiça do domínio imperial britânico na África Austral, bem como uma crença ao longo da vida na necessidade de uma democracia eficiente e responsável localmente. Desde sua primeira entrada no parlamento, ele iniciou uma longa batalha política para tornar o Executivo do Cabo democraticamente independente e, assim, dar ao país um certo grau de independência da Grã-Bretanha.
Ao longo dos anos, seu movimento pelo governo independente cresceu e acabou dominando o parlamento e a política do Cabo. Na década de 1860, o governador britânico autocrático Edmond Wodehouse fez repetidas tentativas para desmantelar os poucos órgãos eleitos que o Cabo possuía e assumir o controle direto sobre a colônia. Molteno liderou a luta contra essas medidas, usando seu controle eleitoral para cortar o orçamento do governador. Após quase uma década de luta, o governador derrotado foi convocado em 1870, em meio a uma grande celebração local. Finalmente, em 1872, com o consentimento do novo governador Sir Henry Barkly, Molteno aprovou um projeto de lei decisivo através do parlamento e colocou o governo da Colônia do Cabo sob controle local pela primeira vez. Depois de oferecer o cargo a Saul Solomon e William Porter, Molteno concordou em se tornar o primeiro Primeiro Ministro da Colônia do Cabo.

### Primeiro ministro
Ele foi nomeado Primeiro Ministro em 1872 e, por sua vez, nomeou o jovem John X. Merriman como seu comissário de obras públicas (o próprio Merriman mais tarde se tornaria o 8º Primeiro Ministro do Cabo).
Molteno começou seu ministério reorganizando as finanças do estado. Um dos primeiros atos de seu governo foi abolir o controverso imposto residencial. Ele usou as novas receitas das indústrias de diamantes e penas de avestruz para pagar as dívidas acumuladas do Cabo e investir pesadamente em infraestrutura, incluindo um sistema de telégrafo e um ambicioso programa de construção de ferrovias. Ele também supervisionou um renascimento no setor agrícola e começou a construção de um vasto sistema de irrigação em todo o país. A economia se recuperou, à medida que novos portos e serviços de navegação ajudaram a aumentar as exportações, resultando em superávits orçamentários razoáveis ao final de seu mandato. Ele liderou a colônia do Cabo na Guerra da Nona Fronteira, quando eclodiu em 1877 - fazendo grandes esforços para cessar as tenções entre as metades leste e oeste do Cabo e impedindo tentativas de segregar racialmente as forças armadas.
Seu governo também fundou a Universidade da África do Sul, agora uma das mega-universidades do mundo, com mais de 200.000 estudantes, e o Victoria College (que mais tarde se tornará a Universidade de Stellenbosch). Em 1874, ele estabeleceu um sistema de subsídios do governo para construir bibliotecas em cidades e vilas em todo o país. Mais tarde conhecido como "Regulamento Molteno", eles foram um imenso sucesso e mais tarde foram adotados pelos países vizinhos.